# Ruta Estatal de Alabama 100
La Ruta Estatal de Alabama 100, abreviada SR 100 (en inglés: Alabama State Route 100) es una carretera estatal estadounidense ubicada en el estado de Alabama. La carretera, localizada en la ciudad de Andalusia, inicia en la AL 15  y finaliza en la US 84. Tiene una longitud de 2,69 km (1.67 mi).

## Mantenimiento
Al igual que las autopistas interestatales, las rutas federales y el resto de carreteras estatales, la Ruta Estatal de Alabama 100 es administrada y mantenida por el Departamento de Transporte de Alabama (ALDOT, por sus siglas en inglés).